# Харьковский аэроклуб им. В. С. Гризодубовой
Харьковский аэроклуб им. В. С. Гризодубовой Общества содействия обороне Украины (ОСО Украины, ранее ДОСААФ СССР) — авиационно-спортивная организация в Харькове, готовящая спортсменов авиационных видов спорта, специалистов для Вооруженных Сил и хозяйственных нужд Украины" (п. 1.1. устава Харьковского аэроклуба им. В. С. Гризодубовой ОСО Украины). Базируется на аэродроме «Коротич».

## История
1 января 1925 года в 6 часов вечера состоялось торжественное открытие первого на Украине аэроклуба имени Ильича при Харьковском Обществе Авиации и Воздухоплавания Украины и Крыма (ОАВУК). Аэроклуб был назван именем умершего в 1924 году В. И. Ленина.
Постановлением правления ОАВУК были утверждены штаты аэроклуба. Заведующим аэроклубом был назначен Тираспольский. Клуб занялся агитационно-массовой работой, работали планерные и авиамодельные кружки, много внимания уделялось проведению показательных полетов и выступлений на планёрах, запускам моделей.
1929 год — съезд ОСОАВИАХИМ принимает и утверждает положение об аэроклубе. В этом же году появляется лозунг «От модели к планеру, от планера к самолету!». Начинается перестройка Харьковского аэроклуба, то есть переход с теоретического на практические работы в области авиации и воздухоплавания.
1932 год — проходит подготовка и первый выпуск 7 авиационных техников.
1933 год — Секретарь ЦК КПУ Постышев П. отдает под здание аэроклуба дом на улице Сумской. В клубе работают самолетная, планерная и парашютная секции. Подготовлена группа пилотов из 12 человек. Аэроклуб переименован во Всеукраинский аэроклуб им. Постышева.
В 1934 году без отрыва от производства подготовлена большая группа летчиков.
18 мая 1934 года положено начало парашютным прыжкам с самолета. Среди первых парашютистов Александрова А. Н.
В апреле 1941 года на базе Харьковского аэроклуба создана 10-я военная школа пилотов. Газеты называли аэроклуб «Комбинатом авиационной культуры».
После окончания Великой Отечественной войны началось третье возрождение аэроклуба. На добровольных началах активисты клуба под руководством Золотухина П. П. в 1947 году открыли клуб. Из города Львова перегнали около 9 самолетов ПО-2, и на аэродроме ХТЗ аэроклуб возобновил работу.
Широкое развитие получили такие виды спорта, как самолетный, планерный, парашютный, авиамодельный и вертолетный.
В 1948 году аэроклубу передали поле в Померках, принадлежавшее ранее Пограншколе НКВД. Но для пол`тов оно было не очень удачное — мешали деревья Лесопарка. А парашютисты иногда приземлялись на территории соседних заводов: ХАЗа, ФЭДа и Коммунара. Тем не менее в 1948 году состоялся первый послевоенный выпуск пилотов.
С 1950-х годов основным аэродромом стало летное поле в Коротиче.
В 1963 году аэроклуб с улицы Чернышевского, 14 переехал на улицу Плехановскую, 16, где и находится сейчас.
В феврале 1964 года в аэроклубе расформировали два летных отряда, остались парашютное и самолетное звенья и новое имя — авиаспортклуб (АСК). Вместе с начальником АСК (на то время П. Ф. Мотовиловым) летного состава теперь насчитывалось всего 11 человек. Парашютное звено, практически не претерпело изменений.
В 1960-е и начале 1970-х годов парашютный спорт получил дальнейшее развитие.
С 1964 года аэроклуб в городе Харькове преобразован в Харьковский областной авиационно-спортивный клуб Добровольного общества собействия армии, авиации и флоту СССР, который с 1991 года входит в состав Общества Содействия Обороны Украины (ОСОУ).
В 1996 году аэроклубу было присвоено имя первой харьковской женщины-военного пилота, полковника ВВС РККА, командира 101-го авиаполка АДД Валентины Степановны Гризодубовой.

## Герои аэроклуба
Во время Великой Отечественной войны, выпускники Харьковского аэроклуба с честью боролись за Родину и были отмечены многими наградами.
- Гризодубова Валентина Степановна — Герой Советского Союза и Герой Социалистического Труда.
- Покрышев Петр Афанасьевич — дважды Герой Советского Союза.

### Герои Советского Союза
- Белозеров Иван Павлович.
- Денчик Николай Федорович.
- Дзюба Петр Петрович.
- Добродецкий Анатолий Васильевич.
- Домбровский Иван Александрович.
- Нефедов Анатолий Иванович.
- Игнатьев Михаил Трофимович.
- Исаев Василий Васильевич.
- Кизима Андрей Иванович.
- Мартыненко Иван Назарович.
- Онопченко Николай Маркович.
- Пасько Николай Федорович.
- Сербиненко Николай Илларионович.
- Федоренко Василий Иванович.
- Федоров Иван Евграфович.
- Федутенко Надежда Никифоровна.
- Шаренко Василий Денисович.

Нельзя не отметить и таких выпускников героев Харьковского аэроклуба как:
- Васютин Владимир Владимирович — летчик-космонавт СССР.
- Васильев Василий Степанович — Герой Социалистического Труда.
- Гуревич Михаил Иосифович — Герой Социалистического Труда.
- Мялица Анатолий Константинович — Герой Украины.
- Бондаренко Валентин Васильевич — советский лётчик-истребитель, член первого отряда космонавтов СССР.
- Серёгин Виктор Васильевич — Национальный герой Азербайджана, командир вертолёта гражданской авиации.
- Нечипас В. П. — удостоен высшей награды оборонного общества — Почетного знака ДОСААФ СССР — за участие в парашютно-арктической экспедиции «ЭксПарк-84».[2]

## Основные виды деятельности
Аэроклуб осуществляет следующие виды деятельности:
- Организация и проведение ознакомительных полетов на самолетах.
- Обучение и проведение ознакомительных прыжков с парашютом.
- Обучение и тренировки спортсменов-парашютистов.
- Обучение летному мастерству людей с опытом полетов и без.
- Тренировочные полеты, отработка и усовершенствование мастерства летчиков-спортсменов.
- Организация и проведение спортивных и демонстрационных мероприятий.
- Развитие и популяризация парашютного спорта, вертолетного и авиамодельного спорта.

## Прыжки с парашютом
В Харьковском аэроклубе им. В. С. Гризодубовой ОСО Украины для тех, кто хочет совершить свой первый в жизни прыжок с парашютом, существует три вида прыжка на выбор:
1. Прыжок «Тандем» с инструктором
2. Прыжок с учебной системой «Крыло»
3. Прыжок с круглым десантным парашютом

Для тех же, кто решил дальше заниматься парашютным спортом, в аэроклубе проводится обучение спортсменов-парашютистов по двум программам:
1. Классический парашютизм
2. Программа AFF — свободное падение

## Достижения
За время существования аэроклуба его выпускниками стали тысячи парашютистов, планеристов, пилотов, авиамоделистов, которые добились значительных успехов. Многим из них присвоено звание мастер спорта, судья международной категории, судья республиканской категории и др. Спортсмены клуба неоднократно завоевывали первые места, как на Всеукраинских, так и на международных соревнованиях, а также являются авторами мировых и национальных рекордов.
Наиболее известными спортсменами в истории клуба являются:
- Медведев Валентин Иванович — один из первых спортсменов-летчиков Харьковского аэроклуба, неоднократно становившийся призёром Всесоюзных и республиканских соревнований по самолетному спорту. В 1954 году 29 сентября Медведев В. И. установил рекорд полета на высоту 5013 метров на самолете Як-18.
- Плохой Валентин Михайлович — мастер спорта, судья международной категории по парашютному спорту, заслуженный тренер Украины. Плохой В. М. является одним из основателей парашютно-атлетического многоборья на Украине.
- Вачасов Евгений Павлович — заслуженный мастер спорта СССР, чемпион Украины по планерному спорту. Евгений Павлович известен своими изобретениями, так массовое распространение получила, сконструированная им счетная линейка планериста. Эта линейка-калькулятор позволяет пилоту определить какую высоту необходимо набрать в восходящем потоке и с какой скоростью лететь конечный отрезок пути, чтобы финишировать в нужном квадрате. Вачасов В. П. первый среди советских планеристов применил в полете турбулизатор.

## Современность
В наше время в аэроклубе гораздо более развит парашютный спорт. Стоит отметить профессиональную работу инструкторов-парашютистов, их самоотверженный труд. Бутузов Александр Юрьевич и Медведев Александр Иванович отдали ни один десяток лет клубу и до сих пор готовят спортсменов-парашютистов, которые показывают высокие результаты на соревнованиях.
Особой популярностью сейчас пользуются «Тандем» прыжки. И не удивительно, ведь такие прыжки не требуют много времени на подготовку и справок о здоровье. Прыжок с парашютом «Тандем» выполняется с высоты 3000 метров в паре с опытным сертифицированным инструктором. Часто такие прыжки дарят детям или друг другу возлюбленные.
Ежегодно на аэродроме Коротич проводятся региональные, Всеукраинские соревнования. В частности, известен турнир «Кубок дружбы» по парашютному спорту на точность приземления, который в 2010 году приобрел статус — международного. В турнире участвуют команды спортсменов с Украины, из России, Казахстана и Белоруссии.
В 2010 году Харьковский аэроклуб им. В. С. Гризодубовой ОСО Украины отпраздновал своё 85-летие. Все желающие могли наблюдать в небе показательные выступления летчиков и парашютистов. Кроме учебно-тренировочных полетов самолетов, на аэродроме прошёл парад спортивных и учебных организаций ОСО Украины Харьковской области, выставка авиационной, парашютной, автомобильной и спортивной техники. На празднике присутствовали заслуженные выпускники аэроклуба, ветераны неба, представители властей.
По итогам 2011 года Харьковский аэроклуб им. В. С. Гризодубовой был признан лучшим аэроклубом ОСО Украины.

### Книги
- Подвиги в iм’я Вітчизни / [авт. колектив: Р.I. Мільнер та iн.]. — Х. : Прапор, 1971. — 536 с.
- Подвиги во имя Отчизны: Документальные очерки о Героях Советского Союза — уроженцах Харькова и Харьковской области / А. К. Апальков, Ф. В. Атакин, К. П. Багрянова и др — 2-е изд., пер. и доп. — Харьков: Прапор, 1985. — 710 с. — 10 000 экз.
- А. С. Панин Полёты начинались с рассветом — Харьков: Майдан, 2002. — 120 с. — 1 500 экз. — ISBN 996-7903-54-0.
- Аэроклуб продолжает полёт: Очерки и воспоминания аэроклубовцев / А. С. Панин, Н. М. Козырева — Харьков: Майдан, 2005. — 126 с. — 1 000 экз. — ISBN 996-372-005-0.

### Дополнительные источники
- Специальный выпуск Харьковского областного авиационно-спортивного клуба ОСОУ «70-летию клуба посвящается». Издан на базе газеты ХАИ «За авиакадры» в 1995 г.
- Воспоминания и материалы сотрудников Харьковского аэроклуба им. В. С. Гризодубовой Общества содействия обороне (ОСО) Украины.